# Nowhere Man (série télévisée, 2019)
Pour les articles homonymes, voir Nowhere Man (homonymie).
Nowhere Man (chinois traditionnel : 罪夢者) est une série télévisée taïwanaise. Constituée de huit  épisodes et écrite par Chen Yin-jung, elle est disponible à partir du 31 octobre 2019 sur la plate-forme de vidéo à la demande Netflix.

## Synopsis
Ding Chang Quan est un gangster qui se trouve dans le couloir de la mort depuis dix ans. Alors qu'il attend son exécution en prison, il apprend que son fils a été kidnappé. Afin de sauver son fils, il fait tout ce qui est en son pouvoir et décide d'élaborer un plan pour s'échapper de la prison. Mais les choses vont de mal en pis lorsque d'étranges visions commencent à le hanter et que de sombres affaires liées aux Triades font surface.
Tiraillé entre l'amitié, le crime et les rêves, Quan doit tout risquer s'il veut changer de vie et sauver sa famille.

## Distribution

### Acteurs principaux
- Joseph Chang : Ding Chang-quan
- Alyssa Chia : Jiang Jing-fang
- Mavis Fan : Bai Lan
- Wang Po-chieh : Xiao Sha
- Jeremiah Zhang : Cui Cheng-gui
- Zhou Ming-fu : Cui Wan-fu
- Greg Hsu : Lin Ji-zi / Du Zi-qiang
- Kuo Tzu-chien : Yang Wan-li
- Lu Yi-lung : Xia Shi-ying

### Acteurs récurrents
- Tou Chung-hua : Wan You-qing
- Benjamin Lee : Wang Qing-nian
- L. C. Sun : Qui Yi-yang
- Shen Hai-yung : Ding Wan-rong / Xia Ding-xiang
- Pan Yi-chun : Zhang Lian-sheng
- Tu Chun-chi : Lin Guan-zhong
- Peng Cian-you : Lin Ben-chuan
- Lucas Hsieh : Jiang Tian-you
- Coco Ho : Wang Xiao-qiu
- Jay Kao : Zhou Xu-liang

## Prix et nominations
| Année | Prix                                 | Catégorie                                                                | Destinataire(s)                                          | Résultat |
| ----- | ------------------------------------ | ------------------------------------------------------------------------ | -------------------------------------------------------- | -------- |
| 2020  | 55e cérémonie des Golden Bell Awards | Meilleure mini-série                                                     | Nowhere Man                                              | Nommé    |
| 2020  | 55e cérémonie des Golden Bell Awards | Meilleur acteur dans une mini-série ou un téléfilm                       | Joseph Chang                                             | Nommé    |
| 2020  | 55e cérémonie des Golden Bell Awards | Meilleur acteur dans un second rôle dans une mini-série ou un téléfilm   | Wang Po-chieh                                            | Nommé    |
| 2020  | 55e cérémonie des Golden Bell Awards | Meilleure actrice dans un second rôle dans une mini-série ou un téléfilm | Fan de Mavis                                             | Nommé    |
| 2020  | 55e cérémonie des Golden Bell Awards | Meilleure photographie                                                   | Chou Yi-hsien Yang Fong-ming Sun Chi-ming                | Gagné    |
| 2020  | 55e cérémonie des Golden Bell Awards | Meilleur son                                                             | RT Kao Kenny Cheng Hsu Chia-wei Triodust Tang Shiang-chu | Gagné    |
| 2020  | 55e cérémonie des Golden Bell Awards | Meilleur éclairage                                                       | Hsieh Sung Ming                                          | Gagné    |
| 2020  | 55e cérémonie des Golden Bell Awards | Meilleurs arts et design                                                 | Liang Shuo-lin Zoey Shih                                 | Gagn     |

La première série originale Netflix en mandarin , Nowhere Man , a été diffusée en huit parties le 31 octobre 2019,,,.  Elle a reçu huit nominations aux Golden Bell Awards , dont celle de la meilleure mini-série , et en a remporté quatre.